# لیکر

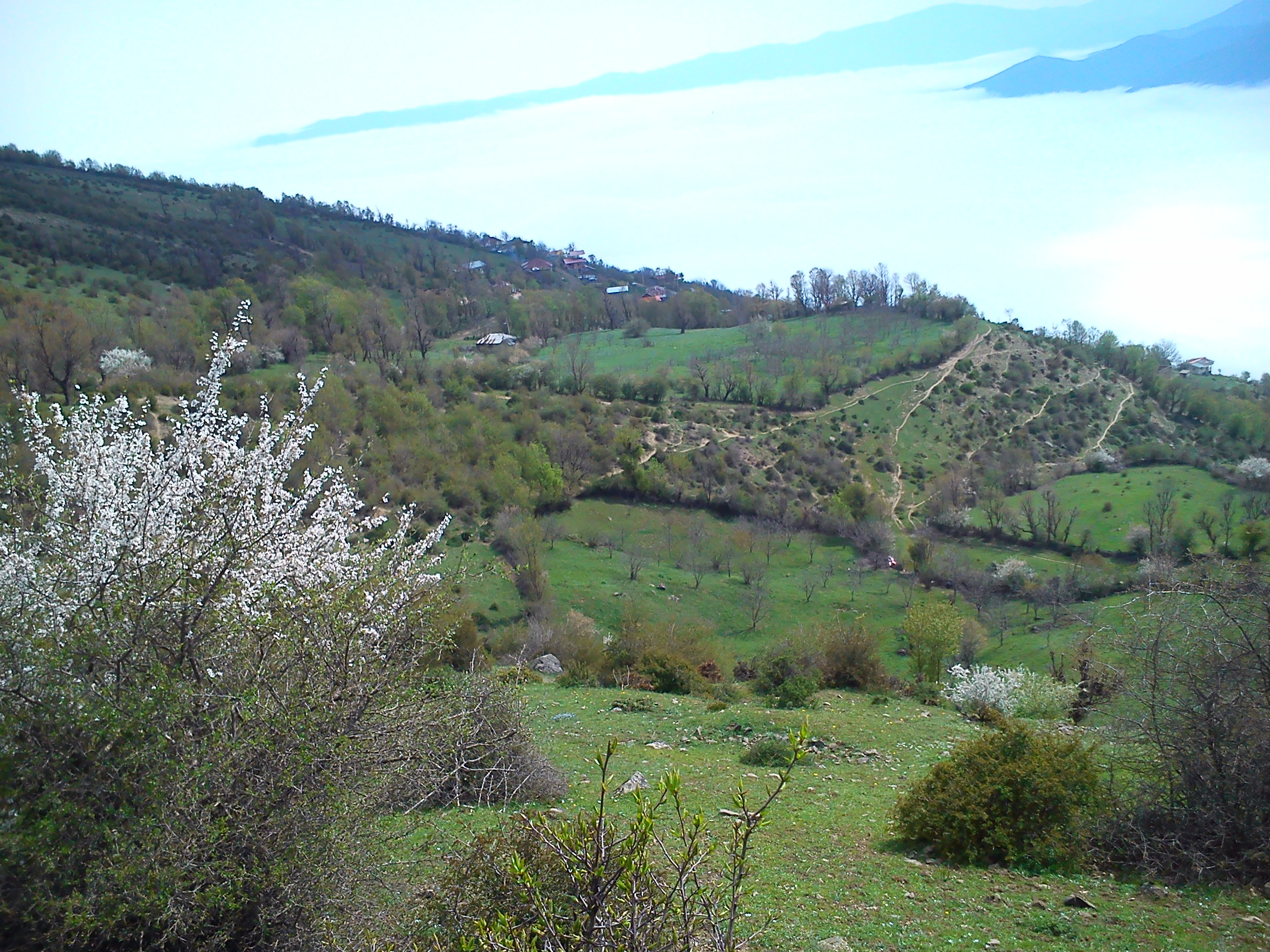
روستای لیکر

لیکر، روستایی است از توابع بخش مرزن‌آباد از شهرستان چالوس در استان مازندران.
این روستا در ۱۱ کیلومتری شمال غربی دهستان طویر در دل جنگل های انبوه قرار دارد.

## تاریخچه
نام روستای لیکر از ترکیب دو واژه طبری "لی" و "کِر" تشکیل شده است. "لی" به معنای لانه و بیشه حیوانات جنگلی است و "کِر" به معنای غار. این نام‌گذاری به دلیل وجود جنگل‌های انبوه و غارهای متعدد در اطراف این روستا صورت گرفته است. این ویژگی‌های طبیعی نه‌تنها نام روستا را شکل داده‌اند، بلکه نمایانگر طبیعت بکر و زیستگاه حیوانات مختلف در منطقه هستند. حرکت در این جنگل‌های انبوه، هنوز هم امکان مشاهده این غارها و بیشه‌ها را فراهم می‌کند.

## فرهنگ، آداب و مشاغل سنتی در روستای لیکر
جمعیت و مردم‌شناسی
بر اساس سرشماری سال ۱۳۸۵، جمعیت روستای لیکر ۱۵۴ نفر بوده است. اما با توجه به رشد جمعیت در سال‌های اخیر، تخمین زده می‌شود که در سال ۱۴۰۳ بیش از ۸۰۰ تا ۱۰۰۰ نفر در این روستا سکونت داشته باشند. مردم این روستا به زبان مازندرانی صحبت می‌کنند و لهجه محلی خاصی دارند که نشان‌دهنده ریشه‌های فرهنگی و قومی آن‌هاست. بیشتر ساکنان روستا دارای نام‌های خانوادگی «سام دلیری» و «کیا دلیری» هستند.
فرهنگ و آداب‌ و رسوم
مردم روستای لیکر به دین اسلام و مذهب شیعه پایبند هستند. از مراسم مذهبی برجسته این روستا می‌توان به عزاداری، نوحه‌خوانی، و علم‌کشی در روز عاشورای امام حسین (ع) اشاره کرد. این مراسم‌ها با حضور پرشور اهالی برگزار می‌شود و نقش مهمی در تقویت همبستگی اجتماعی دارد.
غذاهای سنتی این منطقه شامل نان قُرص محلی، خورشت تره، آش ترش، آش دوغ، و سبزی‌پلو است که نشان‌دهنده ذائقه بومی و دسترسی به مواد اولیه محلی است.
مشاغل سنتی
دامداری سنتی یکی از مشاغل اصلی در این روستا است. شیردوشی گاو و جمع‌آوری گل گاو‌زبان (اسلک چینی) و علف‌کنی (واش چینی) از فعالیت‌های رایج مردان و زنان روستای لیکر است که نقش مهمی در اقتصاد خانواده ایفا می‌کند.

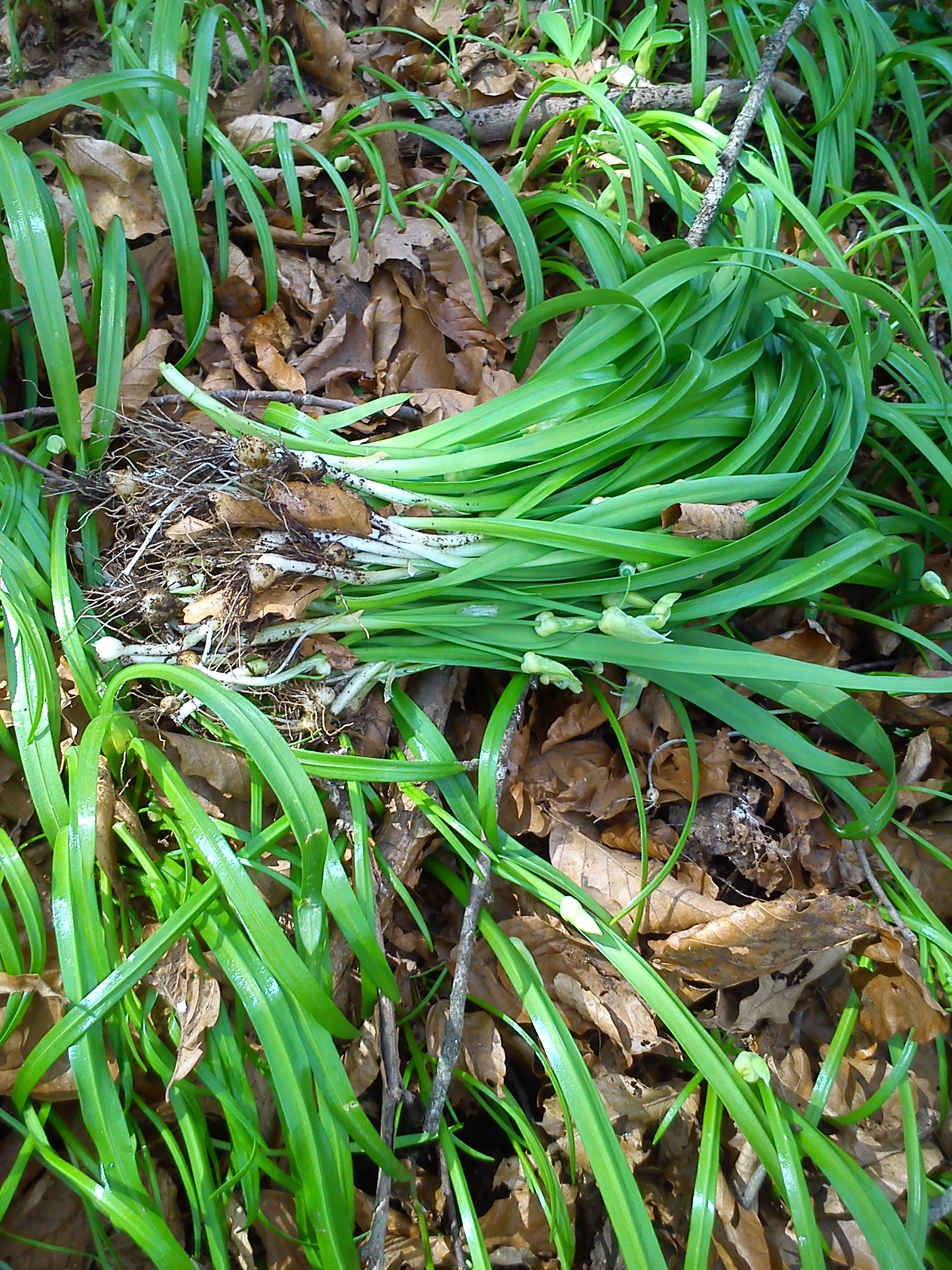
گیاه اِلِم در روستای لیکر